# 家電芸人
家電芸人（かでんげいにん）とは、特定の家電製品を持ち上げて詳しくかつ熱く語る芸人である。
テレビ朝日のトーク番組『アメトーーク!』（以下、『アメトーーク!』）から発した語である。同じく『アメトーーク』により有名になった「雛壇芸人」とともに、2009年ユーキャン新語・流行語大賞にノミネートされた。

## 出演者
- 土田晃之
- 関根勤
- 徳井義実（チュートリアル）
- 劇団ひとり - 愛称「ITボーイ」
- 細川茂樹
- ヒデ（ペナルティ）
- 天野ひろゆき（キャイ〜ン）
- 品川祐（品川庄司）
- ユウキロック（元ハリガネロック）- 家電3兄弟長男。
- 松橋周太呂（家事えもん）- 家電3兄弟次男。
- かじがや卓哉（iPhone芸人、家電製品総合アドバイザーの資格取得。）- 家電3兄弟三男。
- 水田信二

## 概説
『アメトーーク!』の2008年3月27日放送回「第5回持ち込みプレゼンSP」でペナルティのヒデが家電に詳しい芸人を集めて家電に関するトークをする企画「家電芸人」をプレゼンした。番組プロデューサーの加地倫三によると、番組MCである雨上がり決死隊の蛍原徹の夫人が企画に一票投じたことで、制作を決めた。同年6月19日放送回で、実際に企画が放送された。加地によると当初は1週のみ放送する予定だったが、スタジオの観客の反応が予想以上に良かったため、2週連続放送することになった。『アメトーーク』は深夜枠ながら10%台の視聴率を誇っているが、家電芸人をテーマにした回は特に高い（ビデオリサーチ調べ）。
家電芸人の特筆すべきところは、実際の商品売上に影響している節が見受けられ、それをメーカーや小売店も認知しているところにある。日経流通新聞の取材では、『アメトーーク』を見てブランドを指定する顧客の存在や、家電量販店の営業が家電芸人のトークに唸り、参考にする報告があった。この背景には、家電芸人のコメントはあくまで使用者の視点から述べられており、それだけ説得力が強いためと分析される。中でも劇団ひとりは「ITボーイ」と称し、現在のパソコンなどのIT家電の便利機能などを紹介している。『アメトーーク3時間スペシャル』では、写真を動かしてさらに声を吹き込むことのできるソフトを紹介した。

## 具体例
ヤマハのホームシアター用スピーカー「YSPシリーズ」は、『アメトーーク』でチュートリアルの徳井義実が語った後の2009年1-2月の売り上げがメーカー計画の3倍になった。シャープ担当者も、同社掃除機「EC-VX 200」の売り上げが急上昇した理由を雨上がり決死隊の宮迫博之が静音や空気清浄効果を同番組にて上手く伝えた点を挙げた。同社では、土田晃之が取り上げた加湿空気清浄機「KC-W65」でも一時品切れ状態を起こした。この他にも細川茂樹が紹介したオークローンマーケティングの商品など、家電芸人のトークによる売り上げ急増例は散見される。

## 分析
家電芸人のひとりである土田晃之は、日経流通新聞のインタビューにて「結局家電芸人たちは自己の興味や実用に基づいた情報収集の結果を話しているに過ぎない」と語った。品川祐のパソコンや関根勤のマニアックな商品などもそうで、土田の場合は6人家族ということもあり、白物家電に関心が傾いているという。
番組プロデューサーの加地倫三は、自然体で商売がからまない立場にいながら語る、芸人のプレゼンテーション能力の高さが背景にあると見ている。また、土田は「家電芸人は語る家電の単なるいちファンであり、知識は量販店員やマニアに全く及ばないとしながらもメーカーの機嫌を伺う必要が無い立場にいる点が逆に効果を生んでいるのでは」と語る。
メーカー側もこの点は認識しており、CMに品川を起用したパナソニックのような例もある。一方、自社商品を紹介した家電芸人を広告に抜擢することが逆効果ではとためらうケースもある。